# Porsche Boxster/Cayman
Порше бокстер и кајман су спортски аутомобили са два седишта са средњим мотором које производи и продаје немачки произвођач аутомобила Порше током четири генерације - као роудсер са доје врата, двосед (Бокстер) и брзи купе двосед са 2 врата (кајман).
Прва генерација Бокстер представљена је 1996; друга генерација бокстер и кајман стигла је крајем 2005. године; а трећа генерација лансирана је 2012. Од увођења четврте генерације 2016. године, два модела се продају као Порше 718 Бокстер и Порше 718 Кајмен.

## Предпреглед

### Бокстер
Порше Бокстер је роудстер са два седишта са средњим мотором. То је било прво Поршеово путничко возило које је првобитно дизајнирано као Порше 914 (1969-1975). Прва генерација Бокстера (986) представљена је крајем 1996; покретао га је 2,5 литарски равни шестоцилиндрични мотор. На дизајн је снажно утицао Бокстер Концепт из 1993. године, основни модел је надограђен 2000. године на 2,7 литарски мотор и уведена је нова варијанта Бокстер С са 3,2 литарским мотором. Године 2003. стил и снага мотора су надограђени у обе верзије.

### Кајман
Кајман је први пут представљен 2006. године и представља купе друге и треће генерације Роудстер — Бокстер из Поршеа, чију је прву итерацију дизајнирао Пинки Лаи. Све кајмане произвела је компанија Валентино Аутомотиве у Финској. Када је Фолксваген преузео контролу над Поршехе АГ, производња кајмана и бокстера започела је после 2012. године у бившој фабрици Карман у Оснабрику, која је у то време била у власништву Фолксвагена, до тада кориштена за производњу кабриолета Фолксваген голф 7.

## Прва генерација: Бокстер (986) (1996–2004)
Дизајн Гранта Ларсона, инспирисан моделима 356 Кабриолет, Спедстер и 550 Спидер, подстакао је комерцијални преокрет код Поршеа. Консултовањем са Тојота компанијом. Порше је почео да дели делове међу моделима и смањује трошкове.
Након посете сајму аутомобила у Токију у октобру 1991. године, Порше је почео да тражи решења за праћење лоше продатих модела 928 и 968 (велико ажурирање модела 944). У фебруару 1992. Порше је почео да развија наследника модела 928 (мало ажуриран за 1992. годину), а предходно је објавио и модел 968. До јуна 1992. године, четири предлога заснована на двострукој сарадњи између дизајнерских тимова 986 и 996 (993 наследника) састављени у један од Гранта Ларсона и Пинки Лаи изабран је Харм Лагаи. Бокстер је објављен пре модела 996. Бокстер 986 је имао исти поклопац мотора, предње крило, фарове, унутрашњост и архитектуру мотора као и 996.

## Друга генерација: Бокстер — Кајман (987) (2005–2012)
Друга генерација Бокстера дебитовала је на сајму аутомобила у Паризу 2004. године са моделом (997) 911 и кренула у продају 2005. године.
Ревидирани дизајн обухватио је модификована светла, веће бочне усисне отворе и увећане лукове точкова за смештај точкова пречника до 19 инча. Ревизије унутрашњости укључивале су истакнутију кружну тему за инструмент таблу и отворе за ваздух. Основни мотор је 2,7-литарски шестоцилиндарски боксерски мотор са 176 кВ (239 ПС; 236 ПС), док Бокстер С има 3,2-литарски мотор са 206 кВ (280 ПС; 276 ПС). За 2007. основни Бокстер је добио ревидирани мотор са Варијо Кам Плус, а Бокстер С мотор је надограђен са 3,2 на 3,4 литра. Ова побољшања учинила су бокстер серију и кајман серију једнаком у погледу перформанси. 987 је последња генерација серије бокстер и кајман са хидрауличким управљањем.
Кајман С Kупе (987) представљен је први пут и у продаји је крајем 2005. године. База кајмана започела је у јулу 2006. године.